# Dying Earth
Dying Earth, la Vieille Terre (titre original : The Dying Earth RPG) est un jeu de rôle américain édité par Pelgrane Press en 2001 (2e édition en 2011), basé sur une série de romans et nouvelles écrits par Jack Vance : La Terre mourante (dont notamment le cycle de Cugel l'Astucieux et celui de Rhialto le Merveilleux). Il a été traduit en français et édité par Oriflam en 2003.
Il propose de jouer des aventures plutôt humoristiques, dans un cadre pourtant très sombre : les dernières années de la Terre, alors que le Soleil ne chauffe plus un monde recouvert des ruines de civilisations déchues, et que des monstres guettent une humanité qui n'est plus défendue que par quelques magiciens surpuissants.
Le système de jeu met l'accent sur l'aspect narratif, avec des scénarios en forme de menus, des personnages typés, et des dialogues impérativement théâtraux et exagérés. Les jets se font avec un D6 unique, qui peut donner la pire catastrophe comme la plus belle réussite ; pour relancer et améliorer son jet, il faut payer des points de compétence, qui ne reviennent qu'avec les plaisirs, la paresse ou l'étude.
Trois suppléments sont parus :
- Le Compendium des Avantages Indispensables de Cugel,
- Le Florilège du Jet Prismatique Excellent, Tome I,
- Le Florilège du Jet Prismatique Excellent, Tome II.